# Vera Fogwill
Vera Fogwill (Buenos Aires, 28 de noviembre de 1972) es una actriz de cine y televisión, directora de cine, guionista argentina.

## Carrera
Trabaja activamente en la industria del cine de Argentina.
Participó en la banda sonora película de Plaza de Almas. Vera Fogwill interpreta monólogo Hamlet. Participó de la banda sonora de la película Las mantenidas sin sueños, compuesta por Babasónicos.
Participó del disco «Devorador de corazones» de La Portuaria liderado por su entonces pareja, Diego Frenkel, en la canción «Nada es igual». Y aparece en el videoclip de Antonio Birabent de la canción «A mi la lluvia no me inspira».

## Cine
| Año  | Título                             | Personaje        | Notas                    |
| ---- | ---------------------------------- | ---------------- | ------------------------ |
| 2021 | Mamá, mamá, mamá                   | Tia              |                          |
| 2017 | El silencio                        | Paula            |                          |
| 2017 | Sinfonía para Ana                  | Madre de Ana     |                          |
| 2016 | Los últimos dias de Betina Ruiz    | Sonia            | Cortometraje             |
| 2013 | Ayer fue viernes                   | Silvia           | Cortometraje             |
| 2010 | Ártico                             | Marita           |                          |
| 2009 | Un chino negro                     | Micaela          | Cortometraje             |
| 2007 | Las mantenidas sin sueños          | Florencia        |                          |
| 2006 | Chile 672                          | Enfermera        |                          |
| 2005 | La demolición                      |                  |                          |
| 2004 | Llamandote de lejos                | Verónica         | Cortometraje de Movistar |
| 2003 | Las miradas bajo el enojo          | Carolina         |                          |
| 2002 | Anillo de humo                     | Clara            | Película para televisión |
| 2002 | ¿Quién es Alejandro Chomski?       | Ella misma       | Cameo                    |
| 1998 | El viento se llevó lo que          | Soledad          |                          |
| 1997 | Plaza de almas                     | Laura            |                          |
| 1996 | Evita                              | Cantante de Jazz | Cameo                    |
| 1995 | Buenos Aires viceversa             | Daniela          |                          |
| 1994 | El censor                          | Diana Márquez    |                          |
| 1990 | Sabor cereza                       | Mara Lujin       | Cortometraje             |
| 1990 | El rincon de las chicas enamoradas | Andrea           | Cortometraje             |
| 1989 | Problemas colectivos               | Hija             | Cortometraje             |

## Televisión

### Ficciones
| Año       | Título                                                  | Personaje             | Notas                      |
| --------- | ------------------------------------------------------- | --------------------- | -------------------------- |
| 2018      | Morir de amor                                           | Karen Sandoval        | Participación especial     |
| 2014-2015 | Guapas                                                  | Josefina              | Participación especial     |
| 2013      | Ecos                                                    | Verónica Olivan       | Elenco principal           |
| 2012      | Tiempos compulsivos                                     | Leticia               | Participación especial     |
| 2009      | Tratame bien                                            | Vanessa               | Participación especial     |
| 2007      | Mujeres de nadie                                        | Barbara Otamendi      | Recurrente                 |
| 2006      | Mujeres asesinas 2                                      | Gloria                | Ep11: "Gloria, despiadada" |
| 1999      | Vulnerables                                             | Marcela               | Participación especial     |
| 1997      | Verdad consecuencia                                     | Camila                | Participación especial     |
| 1996      | De poeta y de loco                                      | Janet                 | Participación especial     |
| 1994      | ¿Dónde estas amor de mi vida que no te puedo encontrar? | Vera                  | Participación especial     |
| 1994      | Para toda la vida                                       | Guadalupe Montes      | Elenco secundario          |
| 1993      | Zona de riesgo IV                                       | Sandra / Valeria      | 2 episodios                |
| 1993      | Canto rodado, escuela de arte                           | Sofía Valdez          | Elenco principal           |
| 1992      | De cuerpo y alma                                        | Julia Samaniego Silva | Antagonista                |
| 1991      | La Paloma                                               | Carolina Aguilar      | Antagonista                |
| 1991      | Atreverse                                               | Amiga                 | 1 episodio                 |

### Programas de televisión
| Año  | Título                 | Personaje  | Notas                               |
| ---- | ---------------------- | ---------- | ----------------------------------- |
| 2010 | La infancia en el cine | Conductora | Conducción con Juan José Campanella |

## Teatro
- 1999 La pecadora habanera para piano de Adriana Genta. Dirección: Cristina Banegas. Teatro El Excéntrico.
- 1996 El juguetero  de Gardner McKay. Dirección: Oscar Ferrigno. Teatro Fundación Banco Patricios.
- 1996 En familia de Florencio Sánchez. Dirección: Alberto Ure. Teatro Nacional Cervantes.
- 1991 El baño de los pájaros de Leonard Melfi. Dirección: Age Medrano. Teatro El vitral.
- 1990 Noche de reyes de William Shakespeare. Dirección: Alberto Ure. Teatro General San Martín,
- 1989-90 Abre el ataúd que yo me encierro de Vera Fogwill. Dirección: Age Medrano. Teatro Babilonia

## Obras

### Columnista
- 1999: Suplemento Joven “No”,  diario Página 12

### Algunas publicaciones
- 2010: Radar, Suplemento cultural del diario Página 12[4]
- 2011: Radar Libros, suplemento cultural del diario Página 12[5]
- 2005 y 2009: Revista haciendo Cine.
- 2008: Revistas Enlaces.

### Otros datos
Sus relatos han sido editados en compilaciones internacionales de escritoras mujeres. Entre las compilaciones se destaca: “No somos Perfectas” (Editorial del Nuevo Extremo, 2002)

## Otros trabajos
| Año  | Título                       |
| ---- | ---------------------------- |
| 2023 | Conversaciones sobre el odio |
| 2009 | Horizontal/Vertical          |
| 2005 | Las mantenidas sin sueños    |

| Año  | Título                       |
| ---- | ---------------------------- |
| 2023 | Conversaciones sobre el odio |
| 2011 | Un amor                      |
| 2009 | Rabia                        |

| Año  | Título                       |
| ---- | ---------------------------- |
| 2023 | Conversaciones sobre el odio |
| 2005 | Las mantenidas sin sueños    |

## Premios y nominaciones
En 1995 el premio teatro Premio del Diario Argentino “La Nación” a la “Mejor obra teatral” por su obra “Las Feroces”
En 1998 ganó el Teatro-Premio Villa de Madrid “María Guerrero” a la “Mejor Actriz Dramática Iberoamericana” por su actuación en “El Juguetero” 
Teatro-Premio de la Secretaría de Cultura del Gobierno de la Ciudad de Buenos Aires. Le otorgan un “Diploma de Honor” como Actriz Nacional y un “Galardón al Talento y Esfuerzo” por la obtención del Premio Internacional “María Guerrero” recibido en la ciudad de Madrid.
Posteriormente en el año 1999 premio Proteatro a la dramaturgia por la obra "Las Feroces".
Nominación al premio ACE  “Mejor actriz protagónica off” por “La pecadora habanera para piano”.

### Distinciones teatro
1991
Teatro “Mejor labor interpretativa teatro off” Diario Clarín por “El baño de los pájaros”.

### Premios en cine
Cine- Premio Cóndor de Plata “Actriz Revelación en Cine” por “Buenos Aires Viceversa” otorgado por la Asociación de Críticos Cinematográficos

### Nominaciones en cine
2008
- Nominación al Premio Cóndor de plata “Mejor Guion Cinematográfico” por “Las mantenidas sin sueños”[2]

2007
- Nominación Premios Clarín Espectáculos “Mejor actriz protagónica de cine” por “Las mantenidas sin sueños”.[11]

2000
- Nominación al Premio Cóndor de plata “Mejor actriz protagónica de cine” por “El viento se llevó lo qué”.

### Distinciones cine
1999
- Reconocimiento a Vera Fogwill de la "Semana de cine internacional de la Patagonia".

2003
- Seleccionada por el “Festival internacional de cine de Berlín” como actriz de cine entre 5000 jóvenes del mundo. Becada en el Primer talent campus" de Berlín[12]